# مقاطعة ليون (مينيسوتا)
مقاطعة ليون (بالإنجليزية: Lyon County)‏ هي إحدى مقاطعات ولاية مينيسوتا في الولايات المتحدة الأمريكية.